# Стефан Джурич
Стефан Джурич (серб. Стефан Ђурић нар. 26 липня 1955, Белград) — сербський шахіст, гросмейстер (1982).
На чемпіонаті Югославії (1985) — 3-4-те місця. У складі команди Югославії учасник чемпіонату Європи в Пловдиві (1983).
Найкращі результати на інших міжнародних змаганнях: Перник (1976) — 2-тє місце; Біль (1976) — 2-3-тє місце; Белград (1977) — 1-2-ге місце; Врнячка-Баня (1979 і 1981) — 1-ше і 2-ге місця; Тузла (1979) — 2-4-те місце; Смедереве (1981) — 3-4-те місце; Любляна (1981) — 1-ше місце; Пампорово (1981) — 1-3-тє місце; Монреаль (1983) — 2-ге; Кхам (ФРН; 1984) — 1-2-ге місце; Гастінгс (1984/1985) — 2-5-те місце; Аделаїда (1986/1987) — 2-3-тє місце.

## Зміни рейтингу
| На цьому місці має відображатися графік чи діаграма, однак з технічних причин його відображення наразі вимкнено. Будь ласка, не видаляйте код, який викликає це повідомлення. Розробники вже працюють для того, щоби відновити штатне функціонування цього графіка або діаграми. | |
| | На цьому місці має відображатися графік чи діаграма, однак з технічних причин його відображення наразі вимкнено. Будь ласка, не видаляйте код, який викликає це повідомлення. Розробники вже працюють для того, щоби відновити штатне функціонування цього графіка або діаграми. |